# Teleglitch
Teleglitch est un jeu vidéo d'action développé par Test3 Projects et édité par Paradox Interactive, sorti en 2013 sur Windows, Mac et Linux.

## Accueil
- IGN : 7,8/10[1]